# Dassault Falcon 900
Dassault Falcon 900 er et fransk-bygget trijet-fly produceret af Dassault Aviation. Det har en kapacitet på op til 19 passagere.